# ديف جامبي
ديف جامبي (بالإنجليزية: Dave Gambee)‏ مواليد 16 أبريل 1937 في بورتلاند، هو لاعب كرة سلة أمريكي سابق. بدأ مسيرته الاحترافية في سنة 1958. تم اختياره من قبل فريق أتلانتا هوكس خلال الدرافت. يبلغ طوله 6 قدم 7 بوصة (2.0 م). اعتزل اللعب في 1970. فاز بلقب دوري إن بي إيه.

## المسيرة الاحترافية
لعب مع أتلانتا هوكس من سنة 1958 إلى 1960، ثم لعب مع سكرامنتو كينغز في سنة 1960، ثم لعب مع هيوستن روكتس في موسم 1967–1968، ثم لعب مع ميلووكي باكز في موسم 1968–1969، ثم لعب مع ديترويت بيستونز في سنة 1969، ثم لعب مع غولدن ستايت ووريورز في موسم 1969–1970.

## روابط خارجية
- ديف جامبي على موقع إن بي أي (الإنجليزية)
- ديف جامبي على موقع سبورتس رفرنس (الإنجليزية)
- ديف جامبي على موقع كلية كرة السلة في سبورتس رفرنس.كوم (الإنجليزية)
- ديف جامبي على موقع ريلجم (الإنجليزية)
- ديف جامبي على موقع بروبوليرز (الإنجليزية)